# Thelypteris pittsfordensis
Thelypteris pittsfordensis là một loài dương xỉ trong họ Thelypteridaceae. Loài này được Vict. mô tả khoa học đầu tiên năm 1923.
Danh pháp khoa học của loài này chưa được làm sáng tỏ. 